# UNVI

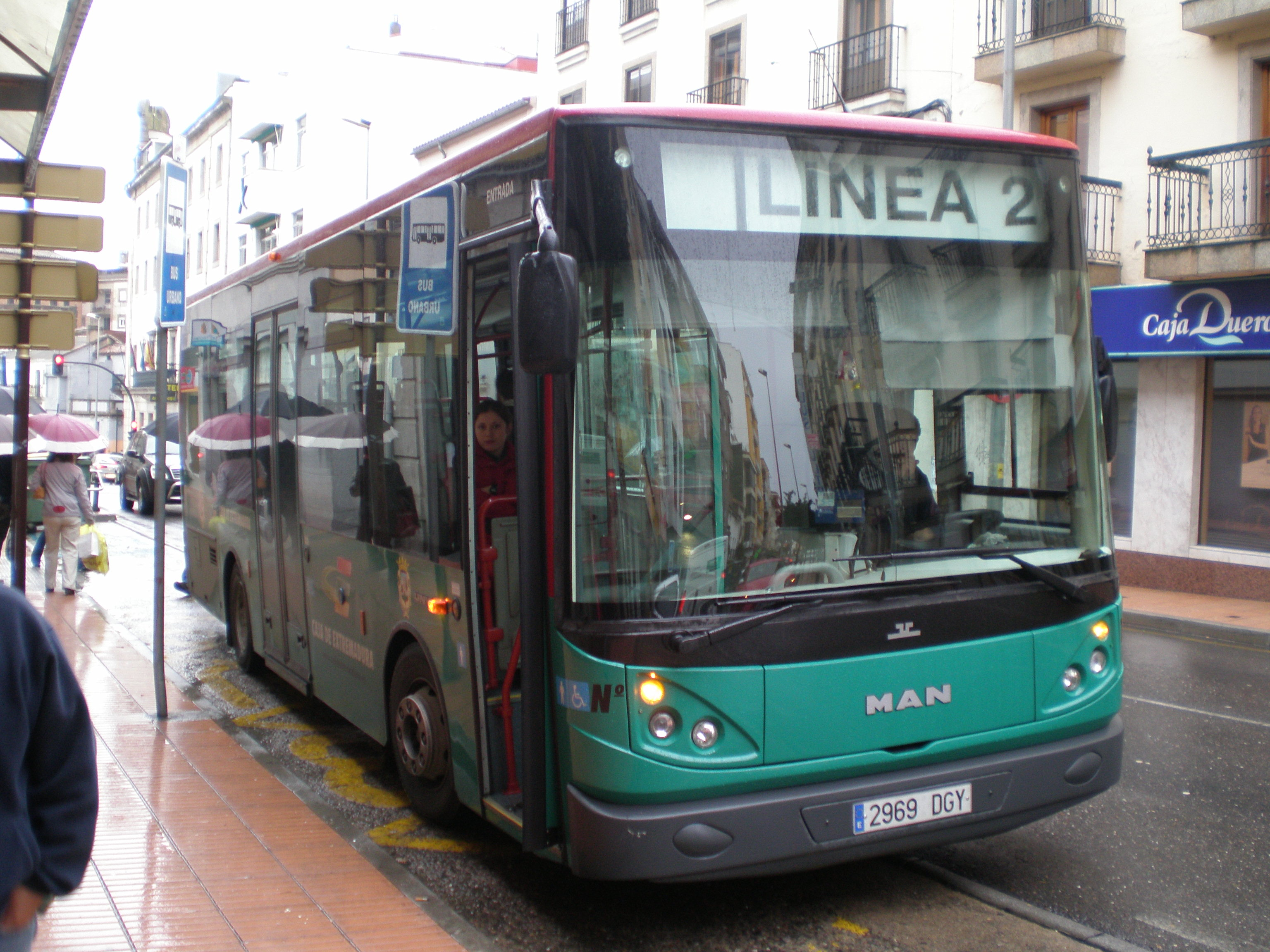
UNVI на шасси MAN

Unidad de Vehículos Industriales, S.A. (сокращённо UNVI) — испанский производитель широкой гаммы автобусов разных классов.
Автобусы малого класса выпускаются на шасси Mercedes-Benz, Volkswagen, Iveco.
Для модели Microbus используют шасси Mercedes-Sprinter и Volkswagen-LT. Microbus может
быть в стандартном, а также в люксовом исполнении.
Urbis — серия городских автобусов длиной от 10 до 12 метров, вмещающих до 100 пассажиров.
Cimo — междугородные и туристические автобусы в большом ассортименте от 10 до 15 метров в
длину.
Фирма UNVI также производит автобусы-библиотеки, амбулаторные автобусы, автобусы бюро.